# Dactylopsila megalura
Espèce
Statut de conservation UICN

 LC  : Préoccupation mineure
Répartition géographique
Dactylopsila megalura est une espèce de marsupiaux de la famille des Petauridae. On le trouve en Papouasie-Nouvelle-Guinée.